# تازه‌کند قدیم
تازه‌کند قدیم روستایی است که در استان اردبیل، شهرستان پارس‌آباد، بخش تازه‌کند، دهستان تازه‌کند قرار دارد.

## جمعیت
بر اساس سرشماری سال ۱۳۸۵ جمعیت این روستا ۲۰۵۴ نفر با ۴۱۶ خانوار بوده‌است.